# Cary Stomp
Catharinus (Cary) Stomp (Zeist, 15 juni 1916 - Büdelsdorf, 22 mei 1945) was een Nederlands verzetsstrijder in de Tweede Wereldoorlog. Hij was provinciaal leider in Utrecht van de Landelijke Organisatie voor Hulp aan Onderduikers (LO). Tijdens een provinciale vergadering in Noord-Holland viel hij in handen van de Sicherheitsdienst (SD), zat de rest van de oorlog gevangen en overleed kort na de bevrijding.

## Levensloop

### Eerste illegaal werk
Stomp was de zoon van meubelmaker Jacobus Stomp. Hij werkte mee in het bedrijf van zijn vader. Het gezin was lid van de Gereformeerde Kerken in Nederland. Kort na de Duitse inval in mei 1940 sloot Stomp zich aan bij de Ordedienst in Zeist. Dit was een organisatie die voornamelijk bestond uit Nederlandse militairen en zich voorbereidde op het invullen van het machtsvacuüm dat zou ontstaan na een Duitse nederlaag. In de praktijk betekende dat er zeker in het eerste oorlogsjaar weinig concreet verzetswerk werd verricht. Op eigen initiatief ondernam Stomp samen met een vriend Hessel Kamminga, wijkleider van de Luchtbeschermingsdienst, wel actie. Zo knipten zij V's (van Victorie) uit papier en strooiden die dan uit over straat. Echt serieus werd het pas toen twee knechten uit zijn vaders bedrijf een onderduikplek zochten, omdat ze anders tewerkgesteld werden in Duitsland. Stomp regelde een veilig onderkomen.

### Landelijke Organisatie voor Hulp aan Onderduikers
Op 25 november 1942 kwam de predikant Frits Slomp, alias ouderling-Van Zanten, op initiatief van meubelhandelaar Kees Ninaber van Eijben naar Driebergen. Slomp was de oprichter van de Landelijke Organisatie voor Hulp aan Onderduikers. Op de avond in Driebergen was ook Stomp aanwezig. Een dag later vond er in Zeist bij Jacobus Stomp een gelijksoortige avond plaats, waaruit de Zeister afdeling van de LO ontstond. De organisatie hield zich vooral bezig met het verzorgen en onderbrengen van onderduikers. 
Stomp introduceerde Slomp in verschillende plaatsen, in Enkhuizen via zijn broer Paulus en in Wormerveer via Henk van Vliet, die hij kende van een inkoopvereniging waar zij beiden lid van waren. Stomp werd aangesteld als provinciaal leider van Utrecht. Zijn belangrijkste taak was om daar de organisatie op poten te zetten. Daarbij werd hij geassisteerd door de ondergedoken student Pieter Kwint. 
De jonge meubelmaker stortte zich vol op het illegale werk. Hij had daardoor weinig tijd voor zijn reguliere werk. Jacobus Stomp wist niet van de hoed en de rand en dreigde om zijn zoon niet langer financieel te steunen. Cary Stomp wilde zijn vader laten zien wat hij deed en nam hem en een broer mee naar een ontmoeting van de landelijke LO-top in Hoorn. Dit leverde hem een fikse uitbrander op van de LO-top omdat zij het onveilig vond als te veel mensen wisten van de vergadering. Stomps vader was wel overtuigd en werd zelf zeer actief. Hij werd plaatsvervangend leider van de LO-afdeling in Zeist.

### Gevaar
De Sicherheitsdienst kreeg Stomp in het vizier door een verkeerd geadresseerde brief. Een illegaal werker had verschillende adressen van illegale werkers gedecodeerd, zodat bij een eventuele arrestatie de Duitsers daar geen gebruik van konden maken. Op een gegeven moment moest hij Stomp een brief sturen over een ondergedoken jood. Bij het omzetten van Stomps adres maakte hij een fout, waardoor hij de naam Stomp als straatnaam opschreef. De brief werd door de PTT opengemaakt omdat er geen duidelijke afzender opstond en belandde zodoende bij de SD. Zij bezochten alle Stomps in Zeist, alleen het adres van Cary Stomp sloegen zij per ongeluk over.
Jacobus Stomp werd in de nacht van 10 op 11 september 1943 in zijn huis aangehouden. Waarschijnlijk waren de Duitsers hem op het spoor gekomen doordat een meisje, dat uitging met een SS'er, haar vader had verraden, die veel samenwerkte met vader Stomp. Cary Stomp dook vervolgens onder, eerst in Breukelen, daarna in Wormerveer. Zijn vader overleed uiteindelijk in Dachau.

### Arrestatie in Hoorn
Voor Cary Stomp liep het verkeerd af tijdens een provinciale vergadering van LO in Noord-Holland. De vergadering had plaats op 19 oktober 1943 in Hoorn. Stomp vertegenwoordigde samen met Arnold Zandbergen de landelijke top op de vergadering. De SD was door de aanhouding van een koerier achter de vergaderlocatie, waardoor dertien verzetsmensen recht in de val liepen. Op basis van informatie uit Stomps zakboekje werden nog vier LO-medewerkers gearresteerd. De SD hoopte de hele provinciale vergadering van Utrecht op te rollen en viel een kerk binnen. De aantekening daarover was echter onduidelijk waardoor de verkeerde kerk werd binnengevallen. Daardoor was de Utrechtse organisatie wel meteen gealarmeerd. Stomp werd als provinciaal leider opgevolgd door Henk Das en als districtleider van de stad Utrecht door Gerrit Westdijk.
Stomp werd overgebracht naar het Huis van Bewaring aan de Weteringschans in Amsterdam. Er werd nog wel een bevrijdingspoging gepland voor Stomp en de andere gevangenen. Die moest plaatsvinden op het moment dat zij werden overgebracht naar Den Haag. Het transport vond echter plaats op een eerder tijdstip dan verwacht. Tijdens een rechtszaak werd Stomp veroordeeld tot acht jaar tuchthuisstraf. Stomp werd overgebracht naar een gevangenis in het Duitse Reinsbach. Toen de geallieerden verder oprukten werd hij verschillende keren verplaatst. Hij maakte de bevrijding nog mee, maar zijn lichaam had te veel schade opgelopen. Stomp overleed op 22 mei 1945 in Büdelsdorf.

## Familie
Naast Stomps vader overleefde ook een broer de oorlog niet. Johan Stomp had zich aanvankelijk niet ingelaten met het illegaal werk van vader en broer. Op een gegeven moest hij onderduiken en vond een schuilplek in Meppel. Daar stortte hij zich in het illegale werk. In februari 1945 werd hij gearresteerd. Bij hem werd een revolver aangetroffen. Op 4 april 1945 verscheen Johan Stomp voor het vuurpeloton. 

## Eerbetoon
In Zeist werd de Catharinus Stomplaan naar hem vernoemd.